# Microplitis marini
Microplitis marini är en stekelart som beskrevs av Whitfield 2003. Microplitis marini ingår i släktet Microplitis och familjen bracksteklar. Inga underarter finns listade i Catalogue of Life.